# Josef Reis
Josef Reis (9. února 1915 – 21. září 1974) byl československý politik Komunistické strany Československa z českých zemí německé národnosti a poslanec Sněmovny národů Federálního shromáždění za normalizace.

## Biografie
Již ve věku osmnácti let se stal členem KSČ. Za druhé světové války byl aktivní v odboji a vězněn v koncentračním táboře. Po válce byl vyjmut z odsunu a dále se profesně a politicky angažoval v Československu. Až do odchodu na penzi pracoval jako horník. Získal několik vyznamenání. K roku 1971 se uvádí jako důchodce.
Ve volbách roku 1971 zasedl do české části Sněmovny národů (volební obvod č. 36 - Most-Louny, Severočeský kraj). Ve FS setrval do své smrti roku 1974. Pak ho nahradil Jan Bleyer.